# Jack McManus
Jack McManus (Bromley, 1984) is een Britse zanger en songwriter.

## Biografie
In 2007 raakt Jack McManus bekend bij het grote publiek. Hij zong toen de track From the rooftops op het album Soundboy rock van Groove Armada in. In het voorjaar van 2008 verscheen zijn debuutalbum Either side of midnight. Als promotie hiervan werd de single Bang on the piano uitgebracht. McManus bereikte hiermee voor het eerst de Nederlandse hitlijsten.
McManus' performance wordt vaak vergeleken met Elton John, Billy Joel en Ben Folds. Hij toerde onder andere met de band Scouting for Girls en de zangeres Amy Macdonald.

## Discografie

### Albums
| Album met eventuele hitnotering(en) in de Nederlandse Album Top 100 | Datum van verschijnen | Datum van binnenkomst | Hoogste positie | Aantal weken | Opmerkingen |
| ------------------------------------------------------------------- | --------------------- | --------------------- | --------------- | ------------ | ----------- |
| Either side of midnight                                             | 05-2008               |                       |                 |              |             |

### Singles
| Single met eventuele hitnotering(en) in de Nederlandse Top 40 | Datum van verschijnen | Datum van binnenkomst | Hoogste positie | Aantal weken | Opmerkingen            |
| ------------------------------------------------------------- | --------------------- | --------------------- | --------------- | ------------ | ---------------------- |
| Bang on the piano                                             | 2008                  | 17-05-2008            | 21              | 7            |                        |
| You think I don't care                                        | 2008                  | 09-08-2008            | tip16           | -            |                        |
| Freedom                                                       | 2014                  | 16-08-2014            | tip28*          |              | met Afrojack & D-Wayne |

| Single met hitnotering(en) in de Vlaamse Ultratop 50 | Datum van verschijnen | Datum van binnenkomst | Hoogste positie | Aantal weken | Opmerkingen |
| ---------------------------------------------------- | --------------------- | --------------------- | --------------- | ------------ | ----------- |
| Bang on the piano                                    | 2008                  | 28-06-2008            | tip19           | -            |             |